# Esprit d'escalier
L'esprit d'escalier (franska l'esprit de l'escalier, ’trappans fyndighet’) är en välfunnen replik som man kommer på först när sammanhanget där den skulle fällas inte längre är för handen.
Uttrycket tillskrivs boken Paradoxe sur le Comédien av filosofen Denis Diderot.

## Referens
1. ↑  ”Obscure Words for Everyday Feelings : Esprit de l‘escalier” (på engelska). www.merriam-webster.com. https://www.merriam-webster.com/wordplay/obscure-words-for-everyday-feelings/esprit-de-l2018escalier. Läst 17 augusti 2025.